# Médaille commémorative Veitch
La médaille commémorative Veitch est une distinction, créée en 1869, et décernée chaque année par la Royal Horticultural Society. Elle porte le nom de James Veitch (1815-1869).

## Lauréats
- 1894 : George Nicholson (1847-1908)
- 1897 : Liberty Hyde Bailey (1858-1954)
- 1901 : Richard Irwin Lynch (1850-1924)
- 1904 : Lucien Daniel
- 1906 : Ernest Henry Wilson (1876-1930)
- 1907 : John Gilbert Baker (1834-1920)
- 1922 : William Jackson Bean (1863-1947)
- 1924 : Richard Irwin Lynch (1850-1924)
- 1925 : Sir David Prain (1857-1944)
- 1927 : George Forrest (1873-1932)
- 1929 : Alfred Barton Rendle (1865-1938)
- 1930 : Sir William Wright Smith (1875-1956)
- 1931 : Otto Stapf (1857-1933)
- 1932 : Leonard Cockayne (1855-1934)
- 1934 : Francis Kingdon-Ward (1885-1958)
- 1935 : Edward James Salisbury (1886-1978)
- 1936 : Arthur William Hill (1875-1941)
- 1937 : John Hutchinson (1884-1972)
- 1938 : Morley Benjamin Crane (1890-1983)
- 1950 : Wilfrid Jasper Walter Blunt (1901-1987)
- 1953 : William Bertram Turrill (1890-1961)
- 1964 : William Thomas Stearn (1911-2001)
- 1976 : Alice Margaret Coats (1905-1978)
- 1999 : Sonja Bernadotte (1944–2008)
- 1999 : Helen Dillon
- 2000 : Maurice et Brian Woodfield
- 2001 : Francis Higginson Cabot (1925–2011)
- 2002 : Piet Oudolf (1944)
- 2002 : Stella Ross-Craig (1906–2006)[1]
- 2003 : Philippe de Spoelberch (1941-)
- 2003 : Martin John Bukovac
- 2005 : Anne-Marie Evans
- 2007 : Rex Dibley
- 2007 : Daniel John Hinkley (1953)
- 2008 : James Beard
- 2008 : Michael Nelson
- 2008 : Arabella Lennox-Boyd
- 2009 : David Wheeler (1945)[2]
- 2009 : Joan Morgan[2]
- 2009 : Jozef Vasn Assche[2]
- 2010 : Dr. Stefan T. Buczacki
- 2011 : Graham Ross (Australia)
- 2011 : Christopher Bailes
- 2011 : Rosemary Alexander
- 2011 : Keshab Pradhan (Sikkim, Inde)
- 2012 : Susyn Andrews
- 2012 : John Elliott
- 2012 : Chris Lane
- 2012 : Hugh McAllister
- 2012 : Beverley McConnell
- 2013 : Peter Del Tredici
- 2013 : Alec Pridgeon
- 2013 : Peter Furniss
- 2013 : Keith Hammett
- 2013 : Sue Minter
- 2013 : Margaret Owen
- 2014 : Gianfranco Giustina
- Alfred Daniel Hall (en) (1864-1942)
- Thomas Wallace (1891-1965)
- Werner Rauh (1913-2000)